# Digital Polymerase Chain Reaction
Die Digital Polymerase Chain Reaction (zu deutsch ‚Digitale Polymerase-Kettenreaktion‘, auch dPCR, digital PCR, Digital-PCR) ist eine biochemische Methode zur Mengenbestimmung einzelner DNA-Sequenzen. Sie ist eine Variante der Polymerase-Kettenreaktion.

## Prinzip
Die dPCR verwendet im Gegensatz zur PCR eine Vereinzelung der DNA-Moleküle durch Grenzverdünnung und Mikrofluidik in einer großen Anzahl getrennter Reaktionsgefäße mit einem Volumen im Femtoliterbereich (z. B. 36 fL). Dadurch werden im Unterschied zur Mengenbestimmung per qPCR Varianzen der Amplifikationseffizienz vermieden, bei geringerer Empfindlichkeit gegenüber PCR-Inhibitoren, aber höherer Nachweisgrenze. Die Verteilung der DNA-Moleküle folgt der Poisson-Verteilung.
Die Amplifikation mit der DNA-Polymerase erfolgt mit den vereinzelten DNA-Molekülen. Daher kommt es in jedem Reaktionsgefäß zu einem digitalen Ergebnis (Amplifikation: ja oder nein), woher die Bezeichnung stammt. Durch Auszählen einer großen Anzahl von Reaktionsgefäßen (High-throughput screening mit circa 20.000 Reaktionsgefäßen auf einem Quadratmillimeter) wird eine statistische Signifikanz erreicht. Der Anteil an Reaktionsgefäßen mit erfolgter Amplifikation ist proportional zur eingesetzten DNA-Menge der amplifizierten DNA-Sequenz, was zur Mengenbestimmung verwendet wird. Die dPCR kann auch mit Varianten der isothermalen DNA-Amplifikation kombiniert werden.

## Anwendungen
Die dPCR wird unter anderem zur Diagnostik von Pathogenen, zur Bestimmung selten vorkommender DNA-Sequenzen und Gene copy number variants, selten vorkommender Mutationen (Primer-bindende Varianten unter 1 %) und zu Mengenvergleichen bei der Genexpression verwendet.

## Geschichte
Die dPCR wurde 1992 von Alec A. Morley und Pamela J. Sykes entwickelt.